# Metaphycus buderimi
Metaphycus buderimi är en stekelart som först beskrevs av Girault 1936.  Metaphycus buderimi ingår i släktet Metaphycus och familjen sköldlussteklar. Inga underarter finns listade i Catalogue of Life.